# Ukrainischer Fußballpokal 1997/98
Der Ukrainische Fußballpokal 1997/98 war die siebte Austragung des ukrainischen Pokalwettbewerbs der Männer. Pokalsieger wurde Dynamo Kiew. Das Team setzte sich im Finale am 31. Mai 1998 im Olympiastadion von Kiew gegen ZSKA Kiew durch. Titelverteidiger Schachtar Donezk war im Achtelfinale gegen Metalurh Donezk ausgeschieden.

## Modus
Die Begegnungen der Vorrunde, 1. Qualifikationsrunde und des Finales wurden in einem Spiel ausgetragen. Bei unentschiedenem Ausgang wurde zur Ermittlung des Siegers eine Verlängerung gespielt. Stand danach kein Sieger fest, folgte ein Elfmeterschießen.
Die Teams der zweitklassigen Perscha Liha stiegen in der dritten Qualifikationsrunde ein, die Mannschaften der Premjer-Liha in der 1. Hauptrunde. Von der 2. Qualifikationsrunde bis zum Halbfinale wurden die Sieger in Hin- und Rückspiel ermittelt. Bei Torgleichstand in beiden Spielen zählte zunächst die größere Zahl der auswärts erzielten Tore; gab es auch hierbei einen Gleichstand, wurde das Rückspiel verlängert und ggf. ein Elfmeterschießen zur Entscheidung ausgetragen. Da Dynamo Kiew auch die Meisterschaft gewann, qualifizierte sich der unterlegene Finalist für den Europapokal der Pokalsieger.

## Teilnehmende Teams
| Wyschtscha Liha (16) | Perscha Liha (22) | Druha Liha (51) | Druha Liha (51) | Druha Liha (51) |
| --- | --- | --- | --- | --- |
| - Dnipro Dnipropetrowsk - Dynamo Kiew - Karpaty Lwiw - Krywbas Krywyj Rih - Metalurh Donezk - Metalurh Mariupol - Metalurh Saporischschja - Nywa Ternopil - Prikarpattja Iwano-Frankiwsk - Schachtar Donezk - Sirka-NIBAS Kirowohrad - Tawrija Simferopol - Torpedo Saporischschja - Tschornomorez Odessa - Worskla Poltawa - ZSKA Kiew | - Awanhard Industrija Rowenky - FSK Bukowina Czernowitz - Chimik Sjewjerodonezk - Desna Tschernihiw - Dynamo-2 Kiew - Jawir Krasnopillja - Kremin Krementschuk - Metalist Charkiw - Metalurh Nikopol - FK Mykolajiw - FK Lwiw - Naftowyk Ochtyrka - Nywa Winnyzja - Polihraftechnika Oleksandrija - FK Polissja Schytomyr - Schachtar Makijiwka - Sorja Luhansk - Stal Altschewsk - FK Tscherkassy - Werhowyna Uschhorod - Wolyn Luzk - ZSKA-2 Kiew | - Awers Bachmatsch - Borysfen Boryspil - Dnipro-2 Dnipropetrowsk - Dynamo-3 Kiew - Dynamo Odessa - Elektron Romny - Fakel Warwa - Fortuna Scharhorod - Halytschyna Drohobytsch - Haraj Schowkwa - Hasowyk Komarno - Hirnyk-Sport Komsomolsk - Juhostal Jenakijewe - FK Kalusch - Karpaty-2 Lwiw - Karpaty Mukatschewo - Krystal Cherson | - Krystal Tschortkiw - Krywbas-2 Krywyj Rih - Lokomotive Smila - SKA-Lotto Odessa - Metalist-2 Charkiw - Metalurh-2 Donezk - Metalurh Komsomolske - Metalurh Nowomoskowsk - FK Myrhorod - Naftowyk Dolyna - Nerafa Slawutytsch - Nywa Berschad - Obolon-PPO Kiew - SK Odessa - Olimpija FK AES Juschnoukrajinsk - Oskil Kupjansk - Papirnyk Malyn | - Podillja Chmelnyzkyj - Pokuttja Kolomyja - Portowyk Illitschiwsk - Ryhonda Bila Zerkwa - Schachtar-2 Donezk - Schlowjanez Konotop - Schachtar Stachonow - Sirka-NIBAS-2 Kirowohrad - Systema-Borex Borodjanka - Torpedo Melitopol - Tschornomorez Sewastopol - FK Tysmenyzja - Tytan Armjansk - FK Weres Riwne - Wiktor Saporischschja - Worskla-2 Poltawa - Zementnyk-Chorda Mykolajiw |
| Gewinner des Amateur-Pokals (1) | | | | |
| - Domobudiwnyk Tschernihiw | | | | |

## Vorrunde
Teilnehmer: 19 Drittligisten und der Gewinner des Amateur-Pokals.
| Datum      |                                  | Ergebnis              |                                |
| ---------- | -------------------------------- | --------------------- | ------------------------------ |
| 14.07.1997 | Juhostal Jenakijewe (III)        | 3:1                   | Metalurh Komsomolske (III)     |
| 14.07.1997 | Zementnyk-Chorda Mykolajiw (III) | 3:1                   | Naftowyk Dolyna (III)          |
| 14.07.1997 | Papirnyk Malyn (III)             | 1:2 n. V.             | Dynamo-3 Kiew (III)            |
| 14.07.1997 | Krywbas-2 Krywyj Rih (III)       | 1:2 n. V.             | Sirka-NIBAS-2 Kirowohrad (III) |
| 14.07.1997 | Domobudiwnyk Tschernihiw (Am)    | 1:1 n. V. (7:6 i. E.) | Dnipro-2 Dnipropetrowsk (III)  |
| 14.07.1997 | Hasowyk Komarno (III)            | 3:1                   | Karpaty-2 Lwiw (III)           |
| 14.07.1997 | Fortuna Scharhorod (III)         | 1:0                   | SKA-Lotto Odessa (III)         |
| 14.07.1997 | Tschornomorez Sewastopol (III)   | kampflos              | Dynamo Odessa (III)            |
| 14.07.1997 | Borysfen Boryspil (III)          | 3:0                   | Ryhonda Bila Zerkwa (III)      |
| 14.07.1997 | Awers Bachmatsch (III)           | 1:0                   | Schlowjanez Konotop (III)      |

## 1. Qualifikationsrunde
Teilnehmer: Die 10 Sieger der Vorrunde und 22 weitere Drittligisten.
| Datum      |                                  | Ergebnis              |                                        |
| ---------- | -------------------------------- | --------------------- | -------------------------------------- |
| 18.07.1997 | Sirka-NIBAS-2 Kirowohrad (III)   | 3:2                   | Metalurh-2 Donezk (III)                |
| 18.07.1997 | Juhostal Jenakijewe (III)        | 1:0                   | Schachtar Stachonow (III)              |
| 18.07.1997 | Wiktor Saporischschja (III)      | 1:2 n. V.             | Torpedo Melitopol (III)                |
| 18.07.1997 | Zementnyk-Chorda Mykolajiw (III) | 1:0 n. V.             | Systema-Borex Borodjanka (III)         |
| 18.07.1997 | Schachtar-2 Donezk (III)         | 3:0                   | Metalist-2 Charkiw (III)               |
| 18.07.1997 | Pokuttja Kolomyja (III)          | kampflos              | FK Kalusch (III)                       |
| 18.07.1997 | Nerafa Slawutytsch (III)         | kampflos              | Karpaty Mukatschewo (III)              |
| 18.07.1997 | Krystal Cherson (III)            | 3:1                   | Olimpija FK AES Juschnoukrajinsk (III) |
| 18.07.1997 | Domobudiwnyk Tschernihiw (Am)    | kampflos              | Worskla-2 Poltawa (III)                |
| 18.07.1997 | Hasowyk Komarno (III)            | 1:0                   | Halytschyna Drohobytsch (III)          |
| 18.07.1997 | Haraj Schowkwa (III)             | 2:1                   | Nywa Berschad (III)                    |
| 18.07.1997 | Fortuna Scharhorod (III)         | 2:1                   | Lokomotive Smila (III)                 |
| 18.07.1997 | Dynamo-3 Kiew (III)              | 3:1                   | Obolon-PPO Kiew (III)                  |
| 18.07.1997 | Dynamo Odessa (III)              | kampflos              | Portowyk Illitschiwsk (III)            |
| 18.07.1997 | Borysfen Boryspil (III)          | 0:0 n. V. (3:4 i. E.) | Hirnyk-Sport Komsomolsk (III)          |
| 18.07.1997 | Awers Bachmatsch (III)           | 1:0                   | Elektron Romny (III)                   |

## 2. Qualifikationsrunde
Teilnehmer: Die 16 Sieger der ersten Qualifikationsrunde, 6 Zweitligisten und 10 weitere Drittligisten.
| Datum             |                                | Gesamt    |                                  | Hinspiel | Rückspiel |
| ----------------- | ------------------------------ | --------- | -------------------------------- | -------- | --------- |
| 22.07./26.07.1997 | Sorja Luhansk (II)             | 5:1       | Juhostal Jenakijewe (III)        | 1:0      | 4:1       |
| 22.07./26.07.1997 | Sirka-NIBAS-2 Kirowohrad (III) | 1:5       | Awanhard Industrija Rowenky (II) | 0:3      | 1:2       |
| 22.07./26.07.1997 | Torpedo Melitopol (III)        | 3:4       | Tytan Armjansk (III)             | 2:2      | 1:2       |
| 22.07./26.07.1997 | Schachtar-2 Donezk (III)       | 2:4       | Oskil Kupjansk (III)             | 1:2      | 1:2       |
| 22.07./26.07.1997 | Karpaty Mukatschewo (III)      | (a)4:4(a) | FK Weres Riwne (III)             | 2:1      | 2:3       |
| 22.07./26.07.1997 | Hasowyk Komarno (III)          | 0:1       | Krystal Tschortkiw (III)         | 0:0      | 0:1       |
| 22.07./26.07.1997 | Haraj Schowkwa (III)           | 3:5       | FK Polissja Schytomyr (II)       | 1:2      | 2:3       |
| 22.07./26.07.1997 | Fortuna Scharhorod (III)       | kampflos  | Fakel Warwa (III)                | -:-      | -:-       |
| 22.07./26.07.1997 | FK Tysmenyzja (III)            | 1:2       | FK Kalusch (III)                 | 0:2      | 1:0       |
| 22.07./26.07.1997 | FK Myrhorod (III)              | 1:2       | Awers Bachmatsch (III)           | 0:2      | 1:0       |
| 22.07./26.07.1997 | FK Tscherkassy (II)            | (a)5:5(a) | Krystal Cherson (III)            | 2:4      | 3:1       |
| 22.07./26.07.1997 | Dynamo-3 Kiew (III)            | 7:1       | Podillja Chmelnyzkyj (III)       | 4:0      | 3:1       |
| 22.07./26.07.1997 | Desna Tschernihiw (II)         | (a)4:4(a) | Zementnyk-Chorda Mykolajiw (III) | 3:0      | 1:4 n. V. |
| 22.07./26.07.1997 | SK Odessa (III)                | 4:3       | Dynamo Odessa (III)              | 3:0      | 1:3       |
| 22.07./29.08.1997 | Hirnyk-Sport Komsomolsk (III)  | 1:2       | Metalurh Nowomoskowsk (III)      | 0:1      | 1:1       |
| 13.08./02.10.1997 | ZSKA-2 Kiew (II)               | 3:1       | Domobudiwnyk Tschernihiw (Am)    | 1:0      | 2:1       |

## 3. Qualifikationsrunde
Teilnehmer: Die 16 Sieger der zweiten Qualifikationsrunde und 16 weitere Zweitligisten.
| Datum             |                             | Gesamt    |                                    | Hinspiel | Rückspiel |
| ----------------- | --------------------------- | --------- | ---------------------------------- | -------- | --------- |
| 13.10./19.10.1997 | Werhowyna Uschhorod (II)    | 2:6       | FK Polissja Schytomyr (II)         | 2:2      | 0:4       |
| 15.10./20.10.1997 | Wolyn Luzk (II)             | kampflos  | Awanhard Industrija Rowenky (II)   | -:-      | -:-       |
| 15.10./20.10.1997 | Tytan Armjansk (III)        | 4:6       | FSK Bukowina Czernowitz (II)       | 3:1      | 1:5       |
| 15.10./20.10.1997 | Stal Altschewsk (II)        | kampflos  | Awers Bachmatsch (II)              | -:-      | -:-       |
| 15.10./20.10.1997 | FK Mykolajiw (II)           | 4:0       | Krystal Tschortkiw (III)           | 3:0      | 1:0       |
| 15.10./20.10.1997 | Schachtar Makijiwka (II)    | 4:1       | FK Kalusch (III)                   | 1:1      | 3:0       |
| 15.10./20.10.1997 | Naftowyk Ochtyrka (II)      | 6:1       | Karpaty Mukatschewo (II)           | 4:0      | 2:1       |
| 15.10./20.10.1997 | Metalurh Nowomoskowsk (III) | 1:2       | Jawir Krasnopillja (II)            | 1:2      | -:-       |
| 15.10./20.10.1997 | Metalurh Nikopol (II)       | kampflos  | Oskil Kupjansk (III)               | -:-      | -:-       |
| 15.10./20.10.1997 | Krystal Cherson (III)       | (a)3:3(a) | Polihraftechnika Oleksandrija (II) | 1:0      | 2:3 n. V. |
| 15.10./20.10.1997 | Kremin Krementschuk (II)    | 1:2       | Fortuna Scharhorod (III)           | 1:0      | 0:2       |
| 15.10./20.10.1997 | Dynamo-3 Kiew (III)         | 4:2       | Chimik Sjewjerodonezk (II)         | 2:1      | 2:1       |
| 15.10./20.10.1997 | Desna Tschernihiw (II)      | 3:1       | Dynamo-2 Kiew (II)                 | 1:0      | 2:1       |
| 15.10./20.10.1997 | ZSKA-2 Kiew (II)            | (a)3:3(a) | FK Lwiw (II)                       | 0:0      | 3:3       |
| 15.10./20.10.1997 | SK Odessa (III)             | 0:3       | Nywa Winnyzja (II)                 | 0:2      | 0:1       |
| 15.10./20.10.1997 | Metalist Charkiw (II)       | 2:1       | Sorja Luhansk (II)                 | 2:1      | 0:0       |

## 1. Runde
Den 16 Siegern der letzten Runde wurde jeweils ein Klub aus der Wyschtscha Liha zugelost.
| Datum             |                                  | Gesamt          |                             | Hinspiel | Rückspiel |
| ----------------- | -------------------------------- | --------------- | --------------------------- | -------- | --------- |
| 26.10./01.11.1997 | Wolyn Luzk (II)                  | 1:2             | Metalurh Donezk (I)         | 0:0      | 1:2       |
| 26.10./01.11.1997 | Torpedo Saporischschja (I)       | 4:1             | Fortuna Scharhorod (III)    | 3:0      | 1:1       |
| 26.10./01.11.1997 | Stal Altschewsk (II)             | 0:1             | Metalurh Saporischschja (I) | 0:1      | 0:0       |
| 26.10./01.11.1997 | Schachtar Makijiwka (II)         | 2:5             | Worskla Poltawa (I)         | 1:2      | 1:3       |
| 26.10./01.11.1997 | Prikarpattja Iwano-Frankiwsk (I) | 2:2 (2:4 i. E.) | Nywa Winnyzja (I)           | 2:0      | 0:2 n. V. |
| 26.10./01.11.1997 | FK Polissja Schytomyr (II)       | 1:2             | Dnipro Dnipropetrowsk (I)   | 1:0      | 0:2       |
| 26.10./01.11.1997 | Nywa Ternopil (I)                | 5:1             | Metalurh Nikopol (II)       | 4:0      | 1:1       |
| 26.10./01.11.1997 | Naftowyk Ochtyrka (II)           | (a)3:3(a)       | Sirka-NIBAS Kirowohrad (I)  | 1:1      | 2:2       |
| 26.10./01.11.1997 | Metalist Charkiw (II)            | 2:6             | Tschornomorez Odessa (I)    | 2:2      | 0:4       |
| 26.10./01.11.1997 | Krywbas Krywyj Rih (I)           | (a)1:1(a)       | FK Mykolajiw (II)           | 2:0      | 1:3 n. V. |
| 26.10./01.11.1997 | Krystal Cherson (III)            | 2:7             | Karpaty Lwiw (I)            | 1:3      | 1:4       |
| 26.10./01.11.1997 | ZSKA-2 Kiew (II)                 | 4:5             | ZSKA Kiew (I)               | 2:4      | 2:1       |
| 26.10./01.11.1997 | FSK Bukowina Czernowitz (II)     | 0:3             | Tawrija Simferopol (I)      | 0:2      | 0:1       |
| 26.10./11.11.1997 | Metalurh Mariupol (I)            | 7:6             | Desna Tschernihiw (II)      | 5:3      | 2:3       |
| 01.11./11.11.1997 | Dynamo-3 Kiew (III)              | 03:10           | Dynamo Kiew (I)             | 0:5      | 3:5       |
| 01.11./20.11.1997 | Jawir Krasnopillja (II)          | 3:6             | Schachtar Donezk (I)        | 3:3      | 0:3       |

## Achtelfinale
| Datum             |                             | Gesamt          |                           | Hinspiel | Rückspiel |
| ----------------- | --------------------------- | --------------- | ------------------------- | -------- | --------- |
| 09.03./13.03.1998 | Torpedo Saporischschja (I)  | 0:1             | Worskla Poltawa (I)       | 0:1      | 0:0       |
| 09.03./13.03.1998 | Nywa Winnyzja (II)          | 1:3             | Dnipro Dnipropetrowsk (I) | 1:1      | 0:2       |
| 09.03./13.03.1998 | Naftowyk Ochtyrka (II)      | 0:8             | Tschornomorez Odessa (I)  | 0:3      | 0:5       |
| 09.03./13.03.1998 | Metalurh Saporischschja (I) | 3:4             | Nywa Ternopil (I)         | 2:1      | 1:3       |
| 09.03./13.03.1998 | Metalurh Donezk (I)         | (a)3:3(a)       | Schachtar Donezk (I)      | 2:0      | 1:3       |
| 09.03./13.03.1998 | Krywbas Krywyj Rih (I)      | 2:2 (4:3 i. E.) | Karpaty Lwiw (I)          | 2:0      | 0:2 n. V. |
| 09.03./13.03.1998 | ZSKA Kiew (I)               | 2:1             | Tawrija Simferopol (I)    | 2:0      | 0:1       |
| 11.03./01.04.1998 | Dynamo Kiew (I)             | 4:0             | Metalurh Mariupol (I)     | 3:0      | 1:0       |

## Viertelfinale
| Datum             |                           | Gesamt    |                          | Hinspiel | Rückspiel |
| ----------------- | ------------------------- | --------- | ------------------------ | -------- | --------- |
| 10.04./24.04.1998 | Nywa Ternopil (I)         | (a)2:2(a) | Metalurh Donezk (I)      | 2:1      | 0:1       |
| 10.04./24.04.1998 | Krywbas Krywyj Rih (I)    | 2:1       | Worskla Poltawa (I)      | 2:1      | 0:0       |
| 10.04./24.04.1998 | Dynamo Kiew (I)           | 7:1       | Tschornomorez Odessa (I) | 3:0      | 4:1       |
| 10.04./24.04.1998 | Dnipro Dnipropetrowsk (I) | 1:2       | ZSKA Kiew (I)            | 0:1      | 1:1 n. V. |

## Halbfinale
| Datum             |                        | Gesamt |                     | Hinspiel | Rückspiel |
| ----------------- | ---------------------- | ------ | ------------------- | -------- | --------- |
| 06.05./14.05.1998 | Krywbas Krywyj Rih (I) | 2:5    | Dynamo Kiew (I)     | 2:4      | 0:1       |
| 06.05./14.05.1998 | ZSKA Kiew (I)          | 4:2    | Metalurh Donezk (I) | 1:1      | 3:1       |

## Finale
| Paarung        | ZSKA Kiew – Dynamo Kiew |
| Ergebnis       | 1:2 (0:2) |
| Datum          | 31. Mai 1998 |
| Stadion        | Olympiastadion, Kiew |
| Zuschauer      | 42.700 |
| Schiedsrichter | Ihor Jarmentschuk |
| Tore           | 0:1 Andrij Schewtschenko (1.) 0:2 Andrij Schewtschenko (33.) 1:2 Wassyl Nowochazkyj (65.) |
| ZSKA Kiew      | Witalij Rewa – Witalij Lewtschenko, Anatolij Balazkyj (63. Serhij Iltschenko), Witalij Balyzkyj, Dmytro Semtschuk – Wiktor Uljanyzkyj, Ihor Hohil (46. Wassyl Nowochazkyj), Jakiw Kripak, Oleksij Horodow – Oleksij Olijnyk, Eduard Zychmejstruk. Cheftrainer: Wolodymyr Bessonow                                                    |
| Dynamo Kiew    | Oleksandr Schowkowskyj – Oleksandr Kirjuchin, Alexei Gerassimenko (63. Jurij Kalytwynzew), Oleksandr Holowko, Wladyslaw Waschtschuk – Andrij Hussin (66. Dmytro Michajlenko), Kacha Kaladse, Wassyl Kardasch (89. Oleksandr Radtschenko), Witalij Kossowskyj – Andrij Schewtschenko, Serhij Rebrow. Cheftrainer: Walerij Lobanowskyj |
| Gelbe Karten   | Dmytro Semtschuk, Ihor Hohil, Jakiw Kripak – keine |
| Besonderheiten | Schowkowskyj hält Elfmeter von Olijnyk (62.) |